# Список словників української мови

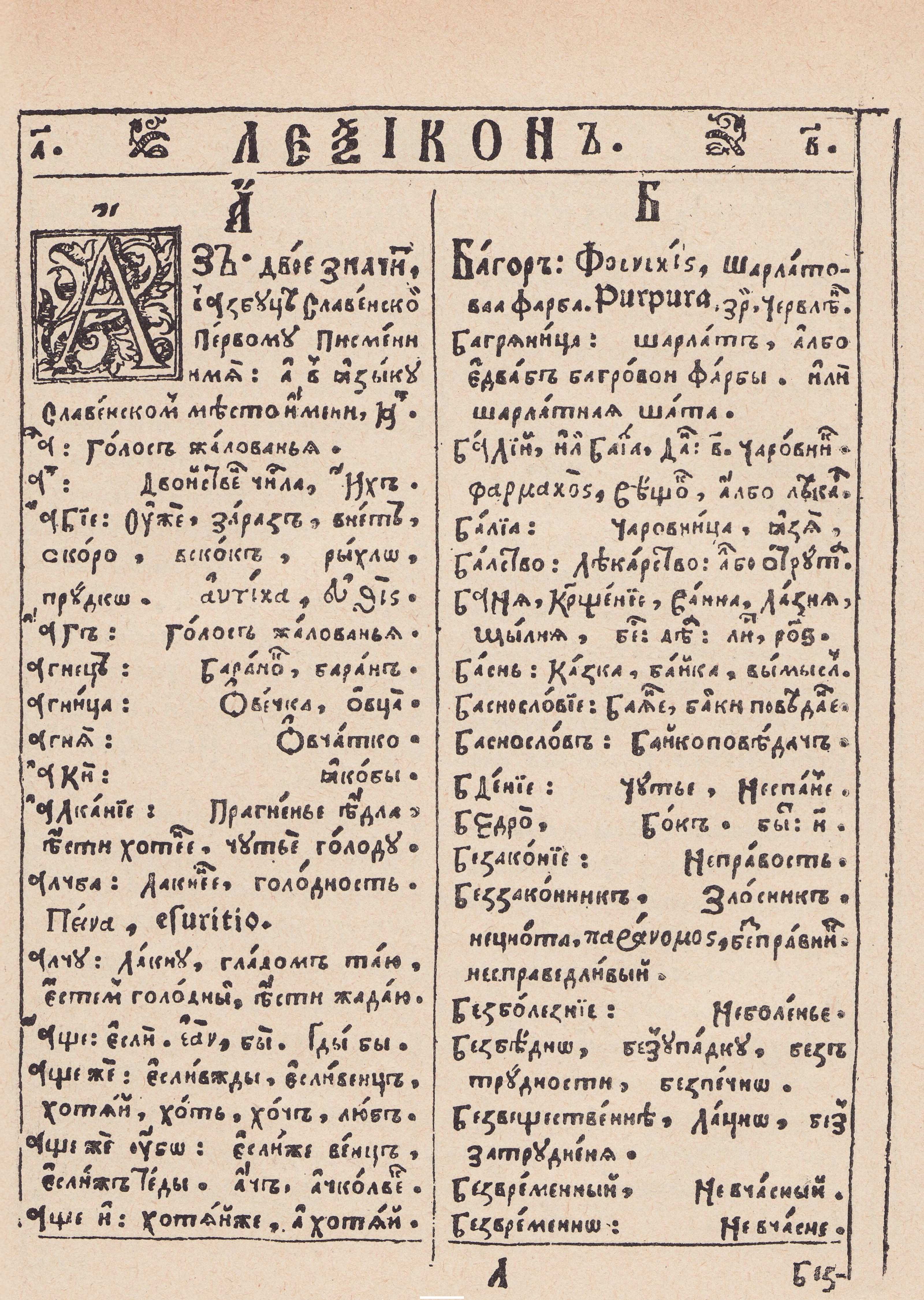
Перша сторінка словника староукраїнської мови «Лексіконъ славенорωсскїй и именъ Тлъкованїє» Памви Беринди (1627)

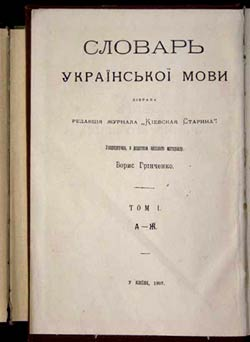
«Словарь української мови» Бориса Грінченка (1907—1909)

Одинадцятитомний «Словник української мови» (1970—1980)

У списку словників представлені лише найважливіші й найповніші словники української мови всіх видів. Список структурований за схемою українського лексикографа і бібліотекаря Т. Ю. Кульчицької, розширений за рахунок нових видань і доповнений електронними словниками. Список організований за типами словників, а в межах певної рубрики подано спершу друковані словники за хронологічним принципом, а потім електронні словники. До списку входять найвідоміші електронні словники та термінологічні глосарії української Вікіпедії. Велику кількість вільних електронних словників української мови можна знайти в посиланнях, наведених знизу. Детальніші дані про словникарство України дивіться в наведеній знизу літературі.

## Тлумачні словники української мови
Основні
- Знадоби до словаря южноруского (1877, одним томом). Львів: Друкарня НТШ. Укладач: Іван Верхратський. 2500 слів.
- Галицько-руські народні приповідки (1901—1910, у 3 томах). Львів: Друкарня НТШ. Укладач: Іван Франко. 5000 слів до яких подаються 31 тис. приказок як приклади вживання.
- Правописний словник (1928, одним томом). Харків: Книгоспілка. Редактор: Григір Голоскевич. 30 тис.
- СУМ-11 (1970—1980, у 11 томах). Київ: Інститут мовознавства імені Потебні АН УРСР; Наукова думка. Головредактор: Іван Білодід. 134 тис. слів.
- НТСУМ (1998—2008, у 3 томах). Київ: Аконіт. Головредактор: Василь Яременко, Оксана Сліпушко. 200 тис. слів.
- УТС-Бусела (2001—2016, одним томом). Київ, Ірпінь: Перун. Головредактор: В'ячеслав Бусел. 250 тис. слів
  - (ймовірний передрук УТС-Бусела) ВТССУМ-Єрошенка (2012, одним томом). Донецьк: Глорія Трейд. Головредактор: Олег Єрошенко. 250 тис. слів.
- СУМ-20 (2010-донині, у 20 томах). Київ: Український мовно-інформаційний фонд НАН України; Наукова думка. Головредактор: Віталій Русанівський. TBA тис. слів. (видано лише 12 з 20 томів)
- СУМ-Жайворонка (2005—2016, одним томом). Київ: Інститут української мови НАН України; Просвіта. Головредактор: Віталій Жайворонок. 165 тис. слів.

Решта
- Короткий тлумачний словник української мови (1-ше вид. 1978, 2-ге вид. 1988, 3-тє вид. 2004, одним томом). Київ: Радянська Школа; Просвіта. Головредактор: Д. Г. Гринчишин. 6750 слів
- Великий тлумачний словник української мови (2005, одним томом). Харків: Фоліо. Головредактор: Т. В. Ковальова. 40 тис. слів
- Великий тлумачний словник. Сучасна українська мова від А до Я (2008, одним томом). Донецьк: Бао. Головредактор: А. П. Загнітко. 60 тис. слів
- Сучасний тлумачний словник української мови (2006, одним томом). Харків: Школа. Головредактор: В. В. Дубічинський. 65 тис. слів
  - (2-ге вид. виправлене й доповнене) Сучасний тлумачний словник української мови (2008, одним томом). Харків: Школа. Головредактор: В. В. Дубічинський. 100 тис. слів.

Електронні
- Електронна версія СУМ-11
- Електронна версія СУМ-20
- Тлумачний (на базі СУМ-11, СУМ-20 та ін.), а також перекладні, етимологічні, орфографічні та ін. онлайн-словники на Горох

## Перекладні українсько-іншомовні, іншомовно-українські словники
- Багатомовний словник на сайті slovnyk.org Прямий доступ [Архівовано 22 червня 2017 у Wayback Machine.]
- Багатомовний словник на сайті glosbe.com Прямий доступ [Архівовано 29 січня 2012 у Wayback Machine.]
- Багатомовний словник (українська, англійська, німецька, французька, італійська мови) «YeNotes» на сайті yenotes.com Прямий доступ [Архівовано 11 липня 2013 у Wayback Machine.]

### Англійська мова
- Українсько-англійський словник: Близько 60000 слів / Уклад. М. П. Подвезько. — Київ: Рад. школа, 1952. — 1012 c.
- Complete Ukrainian-English Dictionary / By J. N. Krett and C. H. Andrusyshen. — Sascatoon: University of Saskatchewan, 1955. — 1163 p.
- Англо-український словник: Близько 65000 слів / Уклад. М. П. Подвезько, М. І. Балла; за редакцією Ю. О. Жлуктенка. — Київ: Рад. школа, 1974. — 663 с.
- Англо-український словник — English-Ukrainian Dictionary. Близько 120000 слів: у 2-х томах / Уклад. М. І. Балла. — Київ: Освіта, 1996. — 1464 с. онлайн-версія [Архівовано 15 липня 2019 у Wayback Machine.]
- Англо-український фразеологічний словник: близько 30 000 фразеологічних виразів / Уклад. К. Т. Баранцев. — Київ: Знання, 2005 . — 1056 с. — ISBN 966—620-231-Х
- Англо-український словник: більше 100 000 слів (350 000 варіантів перекладу) /за ред. проф. Гороть Є. І. — Вінниця: Нова Книга, 2006. — 1700 с.[недоступне посилання з липня 2019]
- Українсько-англійський словник: близько 200 000 слів /за ред. проф. Гороть Є. І. — Вінниця: Нова Книга, 2009. — 1040 с.[недоступне посилання з липня 2019]
- Українсько-англійський, англійсько-український словник on line на сайті slovnenya.com Прямий доступ [Архівовано 20 квітня 2010 у Wayback Machine.]
  - Англійсько-український словник на сайті o-db online dictionaireis Прямий доступ
  - Українсько-англійський словник на сайті o-db online dictionaireis Прямий доступ
  - FREELANG Ukrainian-English and English-Ukrainian online dictionary Authors/copyrights: www.slovnyk.org.ua. [Архівовано 23 лютого 2010 у Wayback Machine.]
- Англо-український словник військової термінології, скорочень та абревіатур Прямий доступ
- Англо-український словник від LinguistPro Прямий доступ
- English-Ukrainian Dictionary (Express & Pro) на сайті CyberMova Прямий доступ [Архівовано 10 червня 2012 у Wayback Machine.] Professional [Архівовано 16 січня 2010 у Wayback Machine.]
- Ukrainian-English Dictionary на сайті CyberMova Express [Архівовано 4 червня 2012 у Wayback Machine.] Professional [Архівовано 22 серпня 2012 у Wayback Machine.]
- Англійсько-український словник онлайн на сайті LingvoSoft Online [Архівовано 8 березня 2016 у Wayback Machine.]
- Англійсько-українські словники онлайн (e2u.org.ua) [Архівовано 11 квітня 2011 у Wayback Machine.]
 — надає онлайновий доступ до набору англійсько-українських словників, (перелік тут [Архівовано 14 січня 2011 у Wayback Machine.]). Дозволяє пошук за частиною слова. Має форум обговорень [Архівовано 28 листопада 2010 у Wayback Machine.].
- Англо-український словник, українсько-англійський словник. / Близько 500 000 од. пер. / Бусел В.; Перун, 2010. — 1568 с. ISBN 978-966-569-270-6
- Англо-український глосарій християнсько-богословських термінів / укл. Л. А. Закреницька; наук. ред. О. Д. Огуй. — Хмельницький: ХНУ, 2012. — 152с.[2]

### Арабська мова
- Сучасний українсько-арабський словник: близько 12500 слів / Київ. нац. університет ім. Т. Шевченка ; упоряд.: А. Субх, Ю. Кочержинський ; заг. ред.: Сівков І. В. та ін. — Київ: Київський університет, 2009. — 436 с.
- Сучасний арабсько-український словник: всеохоплюючий розгорнутий алфавітний словник, близько 120000 слів і виразів: у 2 т. Т. 1 / упоряд.: А. Субх, Ю. Кочержинський, І. Ковальов, А. Честнійша ; М-во освіти і науки України, Київ. нац. ун-т ім. Т. Шевченка ; ред.: М. А. Субх, О. Г. Хоміцька. — Київ: Ун-т «Україна», 2015. — 786 с.

### Білоруська мова
- Украінска-беларускі слоўнік / Уклад. В. П. Лемцюгова. — Мінск: Вышейш. школа, 1980. — 687 с.
- Білорусько-український словник / Півторак Г. П., Скопненко О. І.; За ред. Г. П. Півторака. — К.: Довіра, 2006. — 723 с. — (Словники України) ISBN 978-966-507-213-3.
- Білорусько-український словник на сайті Словопедія [Архівовано 10 листопада 2010 у Wayback Machine.]
- Українсько-білоруський словник на сайті Словопедія [Архівовано 10 листопада 2010 у Wayback Machine.]

### Болгарська мова
- Болгарсько-український словник / Уклад. І. П. Стоянов, О. Р. Чмир. — Київ: Наукова думка, 1988. — 778 с.
- Українсько-болгарський словник: Бл. 20 000 слів / укл. К. К. Потапенко. — К.: Либідь, 2001. — 288 с. ISBN 966-06-0176-Х

### Грецька мова
- Словар до Гомерової Одиссеї і Іліяди / Огоновський І. М. — Львів: НТШ, 1900. — 433 с.
- Новогрецько-український словник / Укладачі Клименко Н. Ф., Пономарів О. Д. та Чернухін Є. К., Київ, І-е вид. 2003, ІІ-е вид. 2005
- Українсько-новогрецький словник / Укладачі Клименко Н. Ф., Пономарів О. Д., Савенко А. О., Київ, 2008
- Українсько-давньогрецько-латинський словник: навчальний посібник для студентів вищих навчальних закладів / Бойко Н. В., Миронова В. М. — К. : ВПЦ «Київський університет», 2010. — 273 с.
- Давньогрецько-український словник [Архівовано 11 жовтня 2017 у Wayback Machine.]: для студентів гуманітарних факультетів вищих навчальних закладів / Укладачі О. В. Сучалкін, О. Ю. Ярко. — Харків: ХНУ імені В. Н. Каразіна, 2015. — 124 с.
- Новогрецько-український українсько-новогрецький практичний словник: Понад 22 000 слів та виразів / Укладач Олег Угрінович. — К.: Видавництво «Криниця», 2015 р. — 416 стор.

### Грузинська мова
- Українсько-грузинський та грузинсько-український словники на сайті Георгія Чавчанідзе [Архівовано 15 травня 2011 у Wayback Machine.]

### Есперанто
- Вербицький К., Кузьма О. Українсько-есперантський словник. — Коломия, 1922. — 96 с.
- Володимир Пацюрко, Євген Ковтонюк. Великий есперантсько-український словник: У 2 т. — К.: ВидавецьКарпенко В. М., 2010. ISBN 978-966-15-1643-3 (Том 1), ISBN 978-966-15-1644-0 (Том 2) (онлайн-версія [Архівовано 16 грудня 2014 у Wayback Machine.])
- Горбачук Василь Тихонович. Есперанто-російсько-українсько-англійський словник — 1994

### Іврит
- Проект Словника іврит-українська мова

### Індонезійська мова
- Індонезійсько-український словник / Михайло Іжик. — К. : Четверта хвиля, 2013. — 336 с.

### Іспанська мова
- Еспансько-український словник. О. Буній. Буенос-Айрес — Рим, 1993  [Архівовано 20 серпня 2011 у Wayback Machine.]
- Українсько-іспанський словник / Уклад. М. Жердинівська. — Київ: Основи, 1993. — 239 с. ISBN 5-86248-243-1 Завантажити файл [Архівовано 23 грудня 2014 у Wayback Machine.]
- Іспансько-український словник / Уклад. М. Жердинівська. — Київ: Основи, 1996. — 226 с.
- Словник українсько-іспанський, іспансько-український / Уклад. В. Ф. Сахно, С. А. Коваль; Заг. Ред. В. Т. Бусла. — Київ, Ірпінь: ВТФ «Перун», 1997. — 534 с. (40000 слів).
- Іспансько-український, українсько-іспанський словник + граматика: 70000 слів. Автор-укладач: Ольга Мазура. — Донецьк: «Глорія Трейд». 2009. — 576 с. ISBN 978-611-536-005-5
- Іспансько-український словник, українсько-іспанський словник. / Близько 440 000 од. пер. / Бусел В.; Перун, 2013. — 1136 с. ISBN 978-966-569-289-8

### Італійська мова
- Українсько-італійський словник / Уклад. Проф. Є. Онацький. — Рим: вид. Українського католицького університету ім. Папи Климента, 1977. — 1741 с.
- Італійсько-український/українсько-італійський словник: 50 000 слів / Упоряд. Дмитрієв. — Київ; Ірпінь: «Перун», 2003. — 576 с. Рецензія на словник видавництва «Перун»
- Словник італійсько-російсько-український, українсько-російсько-італійський / Уклад. Катерина Золенкова, Олена Золенкова, Дієго Рудзанте. — Тернопіль: Богдан, 2008. — 368 с. ISBN 978-966-408-392-5
- Граматичний словник українських дієслів з італійськими еквівалентами / Уклад. Л.Алексієнко, І. Козленко, Ф. Фічі-Джусті, І. Двізова-Паладжі, Київ-Флоренція, 2001. (на сайті mova.info [Архівовано 3 квітня 2009 у Wayback Machine.])
- Dizionario italiano-ucraino Online (короткий словник найчастотніших слів) [Архівовано 4 березня 2010 у Wayback Machine.]
- Італійсько-український словник, українсько-італійський словник. / Близько 440 000 од. пер. / Бусел В.; Перун, 2013. — 1568 с. ISBN 978-966-569-288-1
- Українсько-італійський словник Hoepli / 132 000 слів і значень / PONOMAREVA OLENA, Hoepli, 2020. — 988 с. ISBN 978-882-039-178-2

### Їдиш
- Короткий їдиш-український словник / Уклад. Й. В. Торчинський. — Київ: Головна спеціалізована редакція літератури мовами національних меншин України, 1996. — 207 с.
- Їдиш-український словник / Уклад. Дмитро Тищенко. 70 тис. слів. — Київ. «Арт Економі», 2015. — 950 с.

### Китайська мова
- Українсько-китайський словник / проф. Шуп Чен, Інститут лексикографії Хейлунцзянського університету. — Пекін: Вид. Шан'у Іньшугуань, 1990. — 584 с.
- Китайсько-український словник / Колодко С. А., кафедра тюркології Інституту філології Київського національного університету . — Київ: Вид. «Консультант». , 2004. — 1176 с.
- Новий українсько-китайський словник / гол. ред. Хуан Юечжень. — 2013. — 1414 с.

### Корейська мова
- Українсько-корейський тематичний словник / уклад.: Кім Сук Вон, А. Г. Рижков, Ю. Міксьон. — К. : Вид. дім Дмитра Бураго, 2010. — 448 с.

### Кримськотатарська мова
- Українсько-кримськотатарський словник / бл. 10 000 од. пер. / Сейран Усеїнов, Вадим Миреєв; 2002  [Архівовано 14 грудня 2014 у Wayback Machine.]
- Кримськотатарсько-російсько-український словник у 2-ох томах / 25 000 слів / Сейран Усеїнов, Олександр Гаркавець. т. 1 [Архівовано 14 грудня 2014 у Wayback Machine.]

### Латинська мова
- «Латинсько-український словар». Юліан Кобилянський, Відень 1912 р.
- «Лексіконъ латинский» Є. Славинецького. «Лексикон словено-латинський» Є. Славинецького та А. Корецького. Сатановського / підгот. до вид. В. В. Німчук. — Київ: 1973. — 540 с.
- Литвинов В. Латинсько-український словник: 10 тисяч найуживаніших латинських слів. — Київ: Українські пропілеї, 1998. — 710 с.
- Латинсько–український словник / Мирослав Трофимук, Олександра Трофимук — Львів: Вид–во ЛБА, 2001. — VIII + 694 с.
- Латинсько-український, українсько-латинський словник / Л. П. Скорина, О. А. Скорина. — К.: Обереги, 2004. — 448 с. — (Сер. «Abecedarium»). (12 000 слів)
- Українсько-латинський та латинсько-український словник / Л. П. Чуракова . — Київ: Видавець Вадим Карпенко, 2005. — 118 с. — ISBN 966-8387-22-8
- Латинсько-український словотвірний словник / Галина Петрова / 20 000 слів. — Тернопіль: «Навчальна книга — Богдан», 2010. — 880 с. ISBN 978-966-10-1237-9

### Литовська мова
- Малий українсько-литовський словник. 20 000 слів. Уклали Зінаїда Пахолок, Аурелія Ґрітєнєнє, Ігор Корольов, Світлана Гриценко, Оксана Ніка. — 2022.[3]

### Маянські мови
- В. М. Талах. Стислий словник мови ієрогліфічної писемності майя. Київ, 2009[4].

### Молдовська мова
див. також словники румунської
- Сравнительный русско-молдавско-украинский словарь: Около 8000 слов / Сост. Г. Я. Жерновей, И. В. Попеску и др., под общей ред. С. В. Семчинского. — Киев; Черновцы: Рад. школа, 1988. — 280 с.
- Словник молдавсько-український = Dictionar moldovenesc-ucrainean / Олександра Олександрівна Пасат; Наук. ред. Васілє Статі.– Одеса: ВМВ.– 74 с.

### Німецька мова
- Малоруско-нїмецкий словар: У 2 т. / Уложили: Євгений Желеховский та Софрон Недїльский. — Львів, 1886. — VIII + 1118 + 10 с.
- Ruthenisch-Deutsches Wörterbuch / verfasst von Eugen Żelechowski und Sophron Niedzielski. Lemberg, 1886. Band I—II. Словник у форматі DjVu [Архівовано 4 грудня 2017 у Wayback Machine.] Т. І у форматі PDF — висока якість Т. ІІ у форматі PDF — висока якість
- Українсько-німецький словник [Архівовано 19 квітня 2016 у Wayback Machine.] : 100,000 слів / Уклад. Я. Рудницький, З. Кузеля. — Ляйпціґ, 1943. — 1494 с.
- Німецько-український словник: Близько 50000 слів / Уклад. В. М. Лещинська, О. Г. Мазний, К. М. Сільвестрова. — Київ: Рад. школа, 1959. — 1053 с.
- Новий німецько-український, українсько-німецький словник: 45000 слів / Уклад. О. П. Пророченко. — Київ: Вид. «Аконіт», 1997. — 683 с.
- Великий німецько-український словник: Близько 170000 слів / Уклад. В. Мюллер. — Київ: Вид. Дім «Чумацький шлях», 2005. — 788 с.
- Великий сучасний німецько-український українсько-німецький словник / Уклад. О. В. Чоботар, В. Д. Каліущенко, В. В. Оліфіренко. — Донецьк: БАО, 2009. — 944 с.
- Німецько-український словник, українсько-німецький словник. / Близько 470 000 од. пер. / Бусел В.; Перун, 2012. — 1584 с. ISBN 978-966-569-278-2
- Лалаян Н. С., Сайко М. А. Німецько-український навчальний словник узусних сполук: посіб. для студентів закладів вищої освіти. К. : ФОП Гуляєва В. М., 2022. 212 с. ISBN 978-617-7901-60-9
- Сайко М. А. Німецько-український медичний словник. Із поясненнями та прикладами терміновживання. Понад 18 000 словникових статей. К. : ВД «Освіта України», 2021. 348 с. ISBN 978-617-7993-03-1
- Німецько-український словник dict.cc Понад 35 000 словникових статей станом на 2025 р.

### Норвезька мова
- Норвезько-український словник. Упорядник Буркут К. С. — Київ: Академперіодика, 2014. ISBN 978-966-360-257-8
- Norwegian — Ukrainian Dictionary On-line (1040 найчастотніших слів) [Архівовано 31 січня 2011 у Wayback Machine.]

### Перська мова
- Персько-український словник (укладачі к.ф.н. Мазепова О. В., асист. Бочарнікова А. М.), Київ: вид. Київського університету.

### Польська мова
- «Приручный словарь славенопольскій…» Й. Левицького, — Львів, 1830.
- Словник польсько-церковнослов'янсько-український Теодора Витвицького («Приречный словарь полско-словеньскій и народнорускій, содержащъ въ себѣ вся речені а польская, словенская и народно руская») — 1849. — передрук: Варшава, 1997.
- Українсько-польський словник (Польсько-український словник) / І. Свєнціцкий. Львів, Друкарня Ставропиґійського Інституту під управою Ю. Сидорака, 1920.
- Українсько-польський і польсько-український словник / Уклад. Є. Грицак, К. Киселівський:
  - Ч. 1: Українсько-польський словник. — Варшава: вид. Międzymorze, 1990. — 542 с. (передрук видання 1931 р.)
  - Ч. 2: Польсько-український словник. — Львів: НТШ, 1931. — 560 с.
- Słownik ukraińsko-polski i polsko-ukraiński. / E. Hrycak, K. Kisielewski. Lwów, 1931.
- Словник українсько-польський і польсько-український / Проф. Ярослав Лазарук. Броди, накладом автора, 1936.
- Słownik ukraińsko-polski. / Stefan Hrabec, Przemysław Zwoliński, Instytut Polsko-Radziecki. Państwowe Wydawn. Naukowe, 1957. — 832 с. (бл. 30 тис. гасел)
- Польсько-український словник: У 2-х томах (трьох частинах) / Редколегія: А. І. Генсьорський, Л. Л. Гумецька (головний редактор), І. М. Керницький та ін. — Київ: Вид. АН УРСР, 1958—1960. — 696 с., 576 с., 608 с. (понад 100 тис. реєстрових слів)[5]
- Польсько-російсько-український словник: Більше 13000 слів /Упоряд. Левінська С. Й., Старак Т. В. — К., Л.: Радян. шк., 1991.
- Польсько-український словник / упоряд. Станіслава Левінська, Теодор Старак. Львів, 1998.
- Юрковський М., Назарук В. Українсько-польський, польсько-український словник. — Київ, «Школа». — 2003. — 932 с.
  - Українсько-польський, польсько-український словник (М. Юрковський, В. Назарук) на сайті Словопедія [Архівовано 10 листопада 2010 у Wayback Machine.]
- Польсько-український та українсько-польський словник: близько 50 000 слів та словосполучень. — Київ: Чумацький Шлях, 2006 . — 538 с. — ISBN 966-8272-05-6
- Універсальний українсько-польський словник Варшава, 2008 ISBN 83-7141-479-х
- Польсько-український словник: близько 120 000 слів та словосполучень / Уклад. У. В. Житар, С. А. Пікуль, Є. Ф. Попов, Д. В. Слободян. — Київ: Чумацький Шлях, 2010 . — 672 с.
- Кононенко І., Співак О., Українсько-польський словник міжмовних омонімів і паронімів. — К.: Вища школа, 2008. — 343 с. ISBN 978-966-642-388-X
- Kononenko I., Mytnik I., Wasiak E., Słownik tematyczny polsko-ukraiński. — Warszawa: PWN, 2010, 2015. — 550 s. ISBN 978-83-01-16149-1
- Польсько-український електронний словник [Архівовано 11 січня 2012 у Wayback Machine.] (30 тис. найчастотніших слів, 2005—2009)
- Polish — Ukrainian Online Dictionary with 600 terms [Архівовано 20 лютого 2010 у Wayback Machine.]

### Португальська мова
- Португальсько-український словник / Упоряд. М. Шекета. — Київ: Віпол, 1999.
- Португальсько-український. Українсько-португальський словник: 50 000 слів / Упоряд. О. В. Дмитрієв. — Київ, Ірпінь: Перун, 2002. — 624 с.

### Російська мова
- Словарь російсько-український: У 4-х томах [Архівовано 21 січня 2018 у Wayback Machine.] / Зібрали і впорядкували М. Уманець, А. Спілка. — Львів: Типографія товариства імені Шевченка, 1893—1898. Словник у форматі .djvu [Архівовано 29 листопада 2010 у Wayback Machine.]
- Грінченко Б. Д. Словарь української мови, т. 1-4. Київ, 1907-09 (багато перевидань). Перекладний українсько-російський словник
- Дубровський В. Українсько-російський словник. — Київ: Час, 1909. — 318 с.
- Дубровський В. Словник українсько-московський. — Київ: Рідна мова, 1918. — 361 с. (6 перевидань)
- Дубровський В. Словник московсько-український. — Київ: Рідна мова, 1918. — 542 с.
- Яворницький Д. І. Словник української мови [Архівовано 22 січня 2018 у Wayback Machine.]. — Катеринослав: Слово, 1920. — 411 с.
- Практичний українсько-російський словник / Уклад. Л. Савченко. — Київ: ДВУ, 1923.;— 270 с. (5 перевидань)
- Ізюмов О. Українсько-російський словник: За новим правописом [Архівовано 17 травня 2017 у Wayback Machine.]. — Харків; Київ: ДВУ, 1930. — 980 с.
- Ізюмов О. Російсько-український словник. — Київ: Книгоспілка, 1926. — 656 с. Передмова до словника [Архівовано 5 листопада 2009 у Wayback Machine.] Словник (редакція 1930 р.) у форматі .pdf [Архівовано 28 листопада 2010 у Wayback Machine.]
- Російсько-український словник: у 4-х томах (1924—1933) / Гол. редактор академік А. Кримський. — Київ: Червоний шлях; Харків: ДВУ 1924—1933. Передмова до словника [Архівовано 30 серпня 2009 у Wayback Machine.] Словник (3 томи) у форматі .pdf [Архівовано 24 липня 2013 у Wayback Machine.]
- Російсько-український словник / Інститут мовознавства ім. О. О. Потебні АН УРСР / редакція М. Я. Калиновича. — 1948. — 800 с. (бл. 80 тис. слів)
— серед мовознавців він відомий як «російсько-російський» або «зелений словник» (за кольором обкладинки).[6]
- Українсько-російський словник початку XVII-го віку: із історії культурних впливів України на Московію / Митрополит Іларіон (І. Огієнко). — Вінніпеґ: Накладом УВАН, 1951. — 37, [3] c. — (Slavistica. Праці / Ін-т слов'янознавства УВАН; ч. 11).
- Українсько-російський словник: у 6 томах / Інститут мовознавства ім. О. О. Потебні АН УРСР; гол. редактор І. М. Кириченко. — Київ: вид. АН УРСР, 1953—1963. Електронна версія словника у форматі .djvu на сайті Інституту мовознавства: Українсько-російський словник: У 6 т. / Гол. ред. І. М. Кириченко
- Російсько-український словник: у 3 томах / Інститут мовознавства ім. О. О. Потебні АН УРСР; гол. редактор І. К. Білодід. — Київ: Наукова думка, 1968 (багато перевидань). Електронна версія словника у форматі .djvu на сайті Інституту мовознавства: Російсько-український словник: У 3 т.
- Українсько-російський словник: відп. ред.: Л. С. Паламарчук, Л. Г. Скрипник ; уклад. В. С. Ільїн ; К. П. Дорошенко, ін. — Київ: Українська радянська енциклопедія. Поширені видання: 1977 р.—видання 4, 1984 р.—видання 5, 1990 р.—видання 7. Електронна версія словника у форматі .djvu на сайті Інституту мовознавства: Українсько-російський словник / За ред. Л. С. Паламарчука. ‒ K.: УРЕ, 1990.

Після 1991 року
- И. С. Олейник, Д. И. Ганич. Русско-украинский словарь. І. С. Олійник, Д. І. Ганич. Російсько-український словник. 5-те видання, доповнене і перероблене. — Київ: А. С. К., 1997. — 757 с. © Олійник І. С., Ганич Д. І. 1993
- Єрмоленко С. Я., Єрмоленко В. І. та ін. Новий російсько-український словник-довідник: Близько 100000 слів, 2 вид., доповнене. — Київ: Довіра, 1999. — 878 с.
- Караванський С. Російсько-український словник складної лексики. — Київ: Академія, 1998. — 709 с.
- Російсько-український словник [Архівовано 29 грудня 2017 у Wayback Machine.] (160 тис. слів) / За ред. Жайворонка В. В. — Київ: Абрис, 2003. — 1424 с. Електронна версія в базі національного довідково-інформаційного та документального ресурсу «Україніка»: Російсько-український словник, за ред. В. В. Жайворонка, 2003
- Новітній українсько-російський словник: 150 000 слів / Уклад. Л. П. Коврига . — Харків: Белкар-книга, 2006. — 1280 с. — ISBN 966-8816-27-7
- Бріцин В. М., Російсько-український словник-довідник: Близько 102 тис. слів і сполучень. 2-е від. / Упроряд. О. І. Скопненко, Т. В. Цимбалюк; За ред. В. М. Бріцина. — К.: Довіра, 2008. — 942с. —(Словники України).- Бібліогр. — 941 с. (ISBN 978-966-507-221-8)
- Русско-украинский онлайн-словарь Романа Сокунова (LinguistPro) Прямий доступ
- Російсько-українські словники онлайн (r2u.org.ua) [Архівовано 20 жовтня 2007 у Wayback Machine.]:
 — надає онлайновий доступ до набору російсько-українських словників, серед яких перший російсько-український академічний словник (Кримський, Єфремов, 1924—1933), словник за редакцією Ізюмова (1930), словник Грінченка (1909), а також правописний словник Голоскевича (1929) та ін. (Повний перелік тут [Архівовано 22 грудня 2010 у Wayback Machine.]) Має функції пошуку окремо серед українських та російських слів, а також дозволяє пошук за частиною слова.
- Російсько-український словник сталих виразів онлайн / Упор. Вирган Іван Оникійович, Пилинська Марія Михайлівна. Прямий доступ [Архівовано 7 серпня 2009 у Wayback Machine.]
- Манець І. Г. Російсько-український словник із техногенної безпеки та екології / І. Г. Манець, В. С. Білецький, Ю. П. Ященко ; за ред. Б. А. Грядущого. — Донецьк: Донбас, 2004 . — 576 с.

### Румунська мова
див. також словники молдовської
- Румунсько-український словник / Уклад. C. Drapaca. — Бухарест, 1963.
- Українсько-румунський, румунсько-український словник літературознавчих термінів / Уклад. К. Джука. — Чернівці, 2004.
- Українсько-румунський, румунсько-український словник лінгвістичних термінів / Уклад. К. Джука. — Чернівці, 2007.
- Українсько-румунський словник: 60000 слів / Уклад. Л. Ботлунг. — Чернівці, 2007.
- Румунсько-український словник / Уклад. К. Джука. — Чернівці, 2014.
- Українсько-румунський та румунсько-український словник для закладів загальної середньої освіти з навчанням румунською мовою / Уклад.: О. C. Бобкова, Н. І. Богомолова, О. В. Гісем та ін. — Чернівці: Букрек, 2018. — 320 с

### Словацька мова
- Українсько-словацький словник / уклад. Іван Попель; за ред. М. О. Бучинської. — Братислава: Словацьке педагогічне видавництво, 1960. — 496 с.
- Словацько-український словник / уклад. Петро Бунганич. — Братислава: Словацьке педагогічне видавництво, 1985. — 674 с.

### Словенська мова
- Українсько-словенський тематичний словник. — Людмила Васильєва, Прімож Лубей, Яня Воллмаер Лубей, Богдан Сокіл. / 10 тис. слів. 352 с. — 2015[7]

### Сербохорватська мова
див. також словники сербської та хорватської
- Менац А.[8], Коваль А. П. Українсько-хорватський або сербський словник. — Загреб: Видавництво Загребського університету, 1979. — 687 с.

### Сербська мова
див. також словники сербохорватської та хорватської
- Српско-русински речник / Главни ред. Ю. Рамач. — Нови Сад: Универзитет, 1995. — 892 с.
- Српско-украјински, украјинско-српски речник / Жарко Васић, Београд: Merkur-SV, 2005—602 с. ISBN 86-83617-52-1 (брош.) Наклад 500.
- Сербо-Хорватсько-Український словник на сайті Словопедія [Архівовано 10 листопада 2010 у Wayback Machine.]

### Старогрецька мова
- Словар до Гомерової Одиссеї і Ілїади / Зладив Іляріон Огоновський. — Львів: НТШ, 1900. — 433 с.
- Українсько-давньогрецько-латинський словник. Навчальний посібник для студентів вищих навчальних закладів. / Бойко Н. В., Миронова В. М. — К. : ВПЦ «Київський університет», 2010. — 273 с. — ISBN 978-966-439-527-1

### Старослов'янська мова,церковнослов'янська мова
- Старослов'янсько-український словник // Станівський М. Ф. Старослов'янська мова. — Львів: Видавництво Львівського університету, 1964. — с. 430—460.
- Белей Л., Белей О. Старослов'янсько-український словник. — Львів.: Свічадо, 2001 — 332 с.

### Турецька мова
- Українсько-турецький, турецько-український словник / уклад. О. Дерменджі ; ред. М. Прихода. — Б.м. : [б.в.], Б.р… — 946 с.
- Українсько-турецький тематичний словник / уклад. О. П. Локота, В. М. Карпенко. — К. : Видавець Вадим Карпенко, 2008. — 2008 c.
- Турецько-українсько-англійський словник і розмовник (короткий словник частотної лексики) [Архівовано 19 травня 2009 у Wayback Machine.]

### Угорська мова
- Українсько-угорський словник / Уклав Катона Лорант. — Будапешт, Ужгород: Видавництво Угорської АН; Закарпатське обласне видавництво, 1963. — 463 с.
- Угорсько-український словник / За ред. О. М. Рота та ін. — Будапешт, Ужгород: Видавництво Угорської АН, Закарпатське обласне видавництво, 1961. — 912 с.
- Угорсько-український словник I-т (A — Ly) 39000сл. / за ред. І.Удварі. — Ніредьгаза, 2005. — 915с.
- Угорсько-український українсько-угорський словник: Понад 100 000 слів. Таланов О. С. — Київ: Арій, 544 с. ISBN 978-966-498-315-7

### Фінська мова
- Частотний словник фінського словотвору / Упоряд. Костянтин Тищенко, Богдан Рудий. — Київ, 2004. Рецензія на словник [Архівовано 3 січня 2010 у Wayback Machine.]
- Фінсько-англійсько-український та українсько-англійсько-фінський словник  [Архівовано 1 березня 2022 у Wayback Machine.] / Олена Лесик Лайкарі, Гельсінський університет Львів, Панорама, 2006, 250 с. ISBN 966-8084-71-3 [15 000 слів]
- Фінсько-українсько-англійсько-російський Економічний словник Банківська справа Фондовий ринок  [Архівовано 22 квітня 2013 у Wayback Machine.] / Олена Лесик Лайкарі, Гельсінський університет, Алексеєнко Л., Олексієнко В. 2010, 672 с. Рекомендовано МОН України ISBN 978-966-1518-58-1 [ близько 3 500 термінів]
- Фінсько-український словник [Архівовано 3 травня 2016 у Wayback Machine.] / Юрій Зуб, Гельсінський університет, Гельсинкі, 2012, 512 с. ISBN 978-952-10-7948-1 [понад 23 000 статей].

### Французька мова
- Французько-український словник: Близько 50000 слів / Уклад. О. О. Андрієвська, Л. А. Яворська. — Київ: Рад. школа, 1955. — 792 с.
- Українсько-французький словник: Близько 50000 слів / Уклад. О. О. Андрієвська, Л. А. Яворська. — Київ: Рад. школа, 1963. — 836 с.
- Французько-український словник: Близько 22000 слів / Уклад. Б. І. Бурбело, Г. Ф. Венгренівська, К. М. Миханич та ін. За ред. Б. І. Бурбело — Київ: Рад. школа, 1982. — 415 с. (друге видання : 1989 р.)
- Українсько-французький словник: Близько 20000 слів / Уклад. К. М. Андрашко, за ред. К. М. Тищенка — Київ: Рад. школа, 1986. — 391 с.
- Новий французько-український та українсько-французький словник / Уклад. Л. М. Авраменко — Харків: Світовид, 2002. — 894 с.
- Французько-український фразеологічний словник: Близько 6000 фразеологічних одиниць / Уклад. Г. Ф. Венгреновська, М. А. Венгренівська. — Київ: Рад. школа, 1987. — 236 с.
- Короткий французько-український словник на сайті www.dictionaric.com Прямий доступ [Архівовано 18 грудня 2009 у Wayback Machine.]
- FREELANG — Dictionnaire en ligne Ukrainien-Français et Français-Ukrainien / François Alby. — Ukrainien > Français : 2 053 слів; Français > Ukrainien : 2 063 слів Прямий доступ [Архівовано 16 березня 2010 у Wayback Machine.]
- Французько-український словник, українсько-французький словник. / Близько 430 000 одиниць перекладу, слів та словосполучень / Бусел В.; Перун, 2010. — 1504 с.
- Французько-український словник, українсько-французький словник. / Близько 420 000 одиниць перекладу, слів та словосполучень / Бусел В.; Перун, 2011. — 1072 с.
- Українсько-французький словник, економіки та права. Ред. Федько Юрій Володимирович. — Київ: Видавництво В. М. Карпенка, 2014, 948 с. ISBN 978-966-1516-77-8

### Хорватська мова
див. також словники сербохорватської та сербської
- Менац А.[8], Коваль А. П. Українсько-хорватський або сербський словник. — Загреб: Видавництво Загребського університету, 1979. — 687 с.
- Українсько-хорватський тематичний словник. — Людмила Васильєва, Ольга Ткачук, Богдан Сокіл. 2016.[9][10]
- Українсько-хорватський словник / Л. Васильєва, О. Ткачук, В. Чумак. — Київ, 2018. (Словники України). — 630 с. ISBN 978-966-02-8279-7.

### Чеська мова
- Українсько-чеський словник / АН Чеської республіки. Слов. Інститут, Інститут АН України; НТШ в США; Упоряд. А. Куримський, Р. Шишкова, Н. Савицький. — Прага: Академія, 1994—1996.
- Чесько-український словник: У 2 томах / Уклад. Й. Ф. Андерш та ін. — Київ: Наукова думка, 1988.
- Даниленко Людмила Іванівна. «Чесько-український словник. Сучасна ділова мова» (2000).
- Чесько-український словник / Упоряд. Іржи Новак. — Київ: Чумацький шлях, 2008. — 586 с.
- Український словник (Ukrajinština slovníček) / Автор. колект. спів. видав. — Брно: Lingea s.r.o., 2014. — 671 с.

### Шведська мова
- Шведсько-український словник = Svensk-ukrainsk ordbok / І. Є. Намакштанська та ін. — Донбас. нац. акад. буд-ва і архіт., Донбас. т-во укр.-швед. дружби ім. Рауля Валленберга, Рос. ун-т дружби народів. — Вид. 2-ге, випр. і допов. — Донецьк: Вебер, Донецька філ., 2007. — 174 с. — Парал. назва швед. мовою. — ISBN 978-966-335-116-2. (нове видання — 2008).
- Swedish — Ukrainian — English Online Dictionary (Wordlist) and Conversation Book [Архівовано 15 вересня 2009 у Wayback Machine.]
- Українсько-шведський словник

### Японська мова
- Діброва А., Одинець В., Українсько-ніппонський словник / За ред. Ясуда Сабуро. — Харбін, 1944. — 267 с. (наклад 1000 прим.)[11]
- Частотний словник української мови 1500 слів / За ред. Рюносуке Курода. — Токіо: Видавництво «Дайґакушорін», 1995. — 179 с.
- Бондаренко І., Хіно Т. Українсько-японський словник / За ред. В. О. Карпенка. — Київ: Альтернативи, 1997. — 240 с.
- Бондаренко І., Хіно Т. Японсько-український, українсько-японський словник: Навчальний словник японських ієрогліфів. — Київ: Альтернативи. — 1998. — 592 с.
- Японсько-український кишеньковий словник за ред. І. Бондаренка, Х. Такао, Одеса: Астропринт, 2001. — 308 с.
- Медведів А. Українсько-англійсько-японський розмовник / За ред. Й. Тойофуку та М. Федоришина. — Львів: Видавництво Національного університету «Львівська політехніка», 2005.
- Михайлик Г., Карпенко В., Українсько-японський тематичний словник. — Київ: видавництво Вадима Карпенка, 2007. — 268 с.
- Abe Shokichi. Nihongo Ukurainago Ukurainago Nihongo Tangoshuu (Sekai wo tabi suru tangoshuu shiriizu) ([Японсько-український та українсько-японський збірник лексики: Серія «Подорож світом»]) / За ред. Olena Shepeleva. — Tokyo: Kokusai gogakusha, 2007. — 399 p.
- Японсько-український словник / уклад. Бондаренко І., Бондар Ю., Букрієнко А., та ін. — К. : Видавничий дім Дмитра Бураго, 2012. — 464 с. — ISBN 978-966-489-139-1.

## Словники асоціативні
- Бутенко Н. П.  Словник асоціативних норм української мови. — Львів: Вища школа, 1979. — 120 с.
- Бутенко Н. П. Словник асоціативних означень іменників в українській мові. — Львів: Вища шк., 1989. — 328 с.
- Мартінек С. Український асоціативний словник: У 2 т.  — Львів: Видавничий центр ЛНУ імені Івана Франка, 2007.
- Мартінек С. Український асоціативний словник: У 2 т.  — 2-ге вид., стер. — Львів: ПАІС, 2008.
- Мартінек С., Мітьков В. Український асоціативний словник. — Т. III: Від стимулу до реакції. — Львів: ПАІС, 2021. — 544 с.
- Мартінек С., Мітьков В. Український асоціативний словник. — Т. IV: Від реакції до стимулу. — Львів: ПАІС, 2021. — 648 с.

## Словники візуальні
- Коломієць М. П. Словник української мови в малюнках. — Київ: Освіта, 1995.
- Візуальний словник 5 європейських мов. — Ірпінь: Перун, 2007, 1108 с. ISBN 978-569-227-0 (35000 слів, 18 тем, англійська, німецька, французька, іспанська, італійська мови)
- Fotomova — Фототлумачний словник української мови

## Словники граматичні

### Словники морфологічні
- Граматичний словник української мови: Сполучники / Уклад. Городенська К. — Київ-Херсон: Видавництво ХДУ, 2007. — 340 с.
- Граматичний словник української літературної мови. Словозміна: Близько 140 000 слів / Відп. ред. Н. Ф. Клименко. — К.: Видавничий дім Д. Бураго, 2011. — 760 с. Онлайн-версія [Архівовано 1 жовтня 2021 у Wayback Machine.]
- Словники України онлайн: словозміна, синонімія, фразеологія [Архівовано 21 червня 2013 у WebCite]
- Словник.ua: словоформи понад 260 000 слів. Прямий доступ [Архівовано 26 березня 2022 у Wayback Machine.]
- Українська мова: Словник-довідник [Архівовано 23 січня 2012 у Wayback Machine.] уклад.: Загнітко А. П., Познанська В. Д., Омельченко 3. Л., Мозгунов В. В. та ін.
- Онлайн-словник граматичних форм на сайті oldict.com [Архівовано 26 травня 2013 у Wayback Machine.]
- Великий електронний словник української мови [Архівовано 9 січня 2018 у Wayback Machine.], скорочено ВЕСУМ (версія 5.3.5. станом на 03.08.2021 налічує понад 409 тис. слів)

### Словники морфемні
- Карпіловська Є. А. Кореневий гніздовий словник української мови: Гнізда слів з вершинами- омографічними коренями. — К.: Укр. енциклоп. ім. М. П. Бажана, 2002. — 912 с.
- Клименко Н. Ф., Карпіловська Є. А., Карпіловський В. С., Недозим Т. І. Словник афіксальних морфем української мови. — К., 1998. — 435 с.
- Полюга Л. М. Словник українських морфем. — 3-є вид. — К.: Довіра, 2009. — 554 с.
- Селігей П. О. «Етимологічний словник запозичених суфіксів і суфіксоїдів в українській мові». — К.: Академперіодика, 2014. — 324 с.
- Яценко І. Т. Морфемний аналіз: Словник-довідник: У 2 т. / За ред. Н. Ф. Клименко. — К.: Вища школа, 1981.

### Словники словотвірні
- Сікорська З. С. Українсько-російський словотворчий словник. — 2-е вид. — К.: Освіта, 1995. — 256 с.
- Клименко Н. Ф., Карпіловська Є. А., Кислюк Л. П. Шкільний словотвірний словник сучасної української мови. — К.: Наукова думка, 2005. — 264 с.

## Словники діалектні
- Словник полтавських говорів / Уклад. В. С. Ващенко. — Харків, 1960. — 107 с.
- Лексика Полесья: Материалы для полесского диалектного словаря / АН СССР. Институт славяноведения; Отв. ред. Н. И. Толстой. — Москва, 1968. — 476 с.
- Словник поліських говорів / Уклад. П. С. Лисенко. — Київ: Наукова думка, 1974. — 260 с.
- Словник бойківських говірок: у 2 ч. / Ред. кол.: Г.Гнатюк, П.Гриценко, І.Матвіяс, З.Франко; уклад. М. Й. Онишкевич. — Київ: Наукова думка, 1984.
- Брилинський Д. Словник подільських говірок. — Хмельницький, 1991.
- Гуцульські говірки: Короткий словник / НАН України. Інститут українознавства імені І. Крип'якевича; Уклад. Г. Гузар, Я. Закревська та ін. — Львів, 1997. — 230 с.
- Петро Ткаченко, Кубанский говор. Опыт авторского словаря, Москва: Граница, 1998.
- Гаврило Шило. Наддністрянський регіональний словник. — Львів: Інститут українознавства ім. І. Крип'якевича НАН України, 2008
- Лемківський словник / 26 000 слів / Ігор Дуда; Астон, 2011. ISBN 978-966-308-397-1 PDF [Архівовано 3 грудня 2015 у Wayback Machine.]
- Лексикон львівський: поважно і на жарт. 2-ге видання. Хобзей Н., Сімович К., Ястремська Т., Дидик-Меуш Г. — Львів: Інститут українознавства ім. І. Крип'якевича НАН України, 2012, 852 с. ISBN 978-966-02-6477-9
- Лемківський словничок Прямий доступ
- Микола Матіїв. Словник говірок центральної Бойківщини. — К.; Сімферополь: Ната, 2013. — 602 с. ISBN 978-966-8926-75-4
- Фразеологічний словник лемківських говірок / Г. Ф. Ступінська, Я. В. Битківська; Навчальна книга — Богдан 2013 р. 464 ст. ISBN 978-966-10-2873-8
- Словник діалектних слів на сайті proridne.com Прямий доступ
- Русинський діалект української мови: Словник на сайті Словопедія [Архівовано 20 січня 2011 у Wayback Machine.]
- Короткий словник львівської ґвари на сайті часопису «Ї» (м. Львів) Прямий доступ [Архівовано 23 січня 2011 у Wayback Machine.]
- Гуцульський словник на сайті kosivart.com [Архівовано 15 жовтня 2012 у Wayback Machine.]
- Словник гуцульської лексики [Архівовано 18 лютого 2017 у Wayback Machine.]
- Словник говірок нижньої наддніпрянщини: у 4 ч. / Уклад. В. А. Чабаненко — Запоріжжя, 1992. — 324, 371, 303, 361 с.

## Словники етимологічні
- Rudnyckyj J. B. An Etymological Dictionary of the Ukrainian Language. Part 1-16. — Winnipeg: УВАН, 1962—1977. Словник у форматі DjVu [Архівовано 14 вересня 2017 у Wayback Machine.]
- Іван Огієнко. Етимологічно-семантичний словник української мови. Вінніпег, т. 1 — 4, 1979 — 95.
- Етимологічний словник української мови у семи томах / АН УРСР, Інститут мовознавства ім. О. О. Потебні. Головний редактор О. С. Мельничук. — Київ: «Наукова думка», 1982—2012 (вийшло 6 томів) Словник у форматі DjVu [Архівовано 6 березня 2012 у Wayback Machine.]
- Етимологічний словник літописних географічних назв Південної Русі / Відп. ред. О. С. Стрижак. — К.: «Наукова думка», 1985. — 256 с. Словник у форматі DjVu [Архівовано 12 вересня 2009 у Wayback Machine.]
- Тищенко К. М. Іншомовні топоніми України: Етимологічний словник-посібник. — Тернопіль, 2010. — 240 с.
- Лучик В. В. Етимологічний словник топонімів України. — К.: Академія, 2014. — 544 с.
- Селігей П. О. «Етимологічний словник запозичених суфіксів і суфіксоїдів в українській мові». — К.: Академперіодика, 2014. — 324 с.

## Словники ідіоматичні, фразеологічні
- Англо-український фразеологічний словник. Уклав К. Т. Баранцев. Київ, 2005
- Німецько-український фразеологічний словник. Уклали В. І. Гаврись, О. П. Пророченко. Том I. А — К. Київ, 1981
- Німецько-український фразеологічний словник. Уклали В. І. Гаврись, О. П. Пророченко. Том ІІ. L — Z. Київ, 1981
- Олійник І. С., Сидоренко М. М. Українсько-російський і російсько-український фразеологічний тлумачний словник. Київ, 1991
- Російсько-український фразеологічний словник. В. Підмогильний, Є. Плужник. 1928
- Словник фразеологізмів української мови. Київ, 2003
- Словник фразеологічних антонімів української мови. В. С. Калашник, Ж. В. Колоїз. Київ, 2004
- Словник фразеологічних синонімів. Коломієць Н. Ф., Регушевський Е. С. Під ред. В. А. Винника. Київ, 1988
- Ужченко В. Д., Ужченко Д. В. Фразеологічний словник української мови. Київ, 1998
- Закревський Николай Васильевич, Словарь малороссийских идиомов, Москва: Университетская типография, 1861.
- Фразеологічний словник української мови: у 2-х кн. / АН України; Інститут української мови; уклад. В. М. Білоножко, В. О. Винник, І. С. Гнатюк та ін. — Київ: Наукова думка, 1993.
- Забіяка В. А., Забіяка І. М. Світ фразеологізмів. Етимологія, тлумачення, застосування. — Київ: Академвидав, 2012, 304 с. ISBN 9789665803836
- Словники України онлайн: словозміна, синонімія, фразеологія [Архівовано 21 червня 2013 у WebCite]
- Російсько-український словник сталих виразів — Електронна версія за матеріалами словника І. О. Виргана та М. М. Пилинської [Архівовано 7 серпня 2009 у Wayback Machine.]
- Фразеологічний словник української мови на сайті Словопедія Прямий доступ [Архівовано 24 вересня 2009 у Wayback Machine.] (походження електронної версії не відоме)
- Крилаті вислови на сайті Словопедія Прямий доступ [Архівовано 18 вересня 2009 у Wayback Machine.] Ще один лінк [Архівовано 14 лютого 2010 у Wayback Machine.] (походження електронної версії не відоме)
- Практичний російсько-український словник приказок. 1929 р. [Архівовано 17 жовтня 2013 у Wayback Machine.] — Г. Млодзинський, М. Йогансена.
- Російсько-український словник сталих виразів. 1959 р. [Архівовано 17 жовтня 2013 у Wayback Machine.] — І. О. Вирган, М. М. Пилинська
- Фразеологічний словник української мови [Архівовано 17 жовтня 2013 у Wayback Machine.] — до 2 000 сталих виразів.

## Словники інверсійні
- Інверсійний словник української мови: Методичні матеріали до спецсемінару з українського словотвору / Уклад. С. П. Бевзенко, А. Т. Бевзенко та ін. — Одеса. — 1971—1976 (3 випуски).
- Інверсійний словник української мови / Уклад. С. П. Бевзенко, О. І. Бондар та ін. — Київ: Наукова думка, 1985.

## Словники іншомовних слів
- Словар чужих слів : 12000 слів чужого походження в українській мові / зібрали З. Кузеля, М. Чайковский ; ред. З. Кузеля. — Чернівці: [б.в.], 1910. — V, 365 с.
- Словник чужих слів, що вживаються в українській мові / склав З. Пиптенко. — К. : Поступ, 1918. — 255 с.
- Словник чужомовних слів, що увійшли в мову українську / склад. П. Кіянець та ін. — К. : Видавниче Товариство «Час», 1924. — 214 с.
- Правописний словничок чужомовних слів / І. Бойків і ін. — К. : [б.в.], 1929. — 96 с.
- Ортографічний словничок чужих слів. [Уклад.] Є. В. Кротевич. За ред. та з передмовою М. Грунського. — Харків — Київ, ДВУ, 1930. — 68 с.
- Правописний словничок чужих слів. [Уклад.] М. Осипів. — Харків, «Народний учитель», 1930. — 53 с.
- Словник чужомовних слів / ред. Бойків І., Ізюмов О., Калишевський Г., Трохименко М. Репринт з вид. 1955 р. — Київ: Музей Івана Гончара, видавнича фірма «Родовід», 1996. — 532 с. (DjVu-файл видання 1955 року [Архівовано 21 травня 2016 у Wayback Machine.])
- Словник іншомовних слів. Під ред. І. В. Льохіна і Ф. М. Петрова. — Пер. з рос. — 3-го випр. і доп. вид. — Київ, Держполітвидав УРСР, 1951. — 763 с.
- Запорожець О., Державин В. Словник чужомовних слів і виразів. — Мюнхен, 1953. — 320 с.
- Словник чужомовних слів. / ред. Артем Орел. — Нью-Йорк.
  - Ч. 1 : А-К . — 1963. — XV, 480 c. (PDF [Архівовано 7 серпня 2016 у Wayback Machine.])
  - Ч. 2 : Л-С . — 1964. — 388 с. (PDF [Архівовано 7 серпня 2016 у Wayback Machine.])
  - Ч. 3 : Т-Я . — 1966.
- Словник іншомовних слів. За ред. О. С. Мельничука. — Київ: Головна редакція УРЕ, 1974. — 775 с. (багато перевидань) (онлайн-версія [Архівовано 26 травня 2016 у Wayback Machine.])
- Словник чужомовних слів і термінів / П. Штепа. — Монреаль, 1977. (онлайн-доступ [Архівовано 18 серпня 2016 у Wayback Machine.])
- Тлумачний словник чужомовних слів в українській мові: Правопис. Граматика: 10 000 слів / Оксана Миколаївна Сліпушко . — Київ: Видавниче Товариство «Криниця», 1999 . — 507 с. — (Сучасні словники України) . — ISBN 966-95558-5-X .
- Сучасний словник іншомовних слів: близько 20 тис. слів і словосполучень / НАН України. Ін-т мовознавства ім. О. О. Потебні. Уклад. О. І. Скопненко, Т. В. Цимбалюк. — К. : Довіра, 2006. — 789 с. ISBN 9665071094
- Сучасний словник іншомовних слів / уклад. Л. І. Нечволод, під заг. ред. Тучиної Н. В. — Х.: Торсінг плюс, 2008. — 767 с.
- Словник англіцизмів. ред. Ярослав Голдованський. Лексикографічно незареєстровані англіцизми.[12] онлайн-доступ [Архівовано 24 березня 2016 у Wayback Machine.]
- Словник інтернаціональних терміноелементів грецького та латинського походження в сучасній термінології / І. М. Гнатишена, Т. Р. Кияк. — К. : КМ Academia, 1996. — 203 с.
- Іншомовні слова: довідник учня : близько 3000 слів / упоряд. Г. А. Домарецька. — Тернопіль: Навчальна книга — Богдан, 1998. — 144 с. — (Бібліотека учня)
- Міні-словник італізмів у сучасній українській мові / Дель Ґаудіо Сальваторе ; Київ. нац. ун-т ім. Тараса Шевченка, Ін-т філології. — Київ: Вид. дім Дмитра Бураго, 2015. — 55 с.
- Новий словник іншомовних слів : 20 000 сл.: слова та сполосполучення / уклад. і передмова О. Сліпушко. — К. : Аконіт, 2007. — 848 c. — (Серія «Нові словники»)
- Новий словник іншомовних слів : близько 40 000 слів і словосполучень / Л. І. Шевченко і ін. ; ред. Л. І. Шевченко. — К. : Арій, 2008. — 672 c.
- Російсько-український словник іншомовних слів : 15 000 слів / уклад. Т. П. Мартиняк ; ред. А. П. Ярещенко. — Х. : Прапор, 1999. — 388 с. — (Від А до Я)
- Словник іншомовізмів української постмодерної прози / Н. В. Гудима. — Кам'янець-Подільський: Буйницький О. А., 2011. — 203 с.
- Словник іншомовних слів / Коломієць М. П. — К. : Освіта, 1998. — 190 с.
- Словник іншомовних слів : 23000 слів та термінологічних словосполучень / уклад. Л. О. Пустовіт та ін. — К. : Довіра: УНВЦ «Рідна мова», 2000. — 1017 с. — (Бібліотека державного службовця. Державна мова і діловодство)
- Словник іншомовних слів : Близько 10000 слів / Нац. ун-т ім. Тараса Шевченка, Укр. мовно-інформ. фонд НАН України ; уклад.: С. М. Морозов, Л. М. Шкарапута ; ред. Є. І. Мазніченко. — К. : Наукова думка, 2000. — 662 с. — (Словники України)
- Словник іншомовних слів. Тлумачення, словотворення та слововживання: близько 35 000 слів і словосполучень / С. П. Бибик, Г. М. Сюта ; за ред. С. Я. Єрмоленко. — Х. : Фоліо, 2012. — 622, [1] с. — (Бібліотека державної мови)
- Словник лексичних кореїзмів українських текстів / Р. Синишин ; ред. Ю. Мосенкіс. — К. : Альфа друк, 2007. — 19 с.
- УКРАЇНСЬКА МОВА . Тлумачний словотвірний словник новітніх запозичень, складних слів, словосполучень та абревіатур / Коробова І. О. — К., 2019. — 503 с.

## Словники історичні

### Словники власне історичні
- «Лексис» Лаврентія Зизанія. «Синоніма Славеноросская» / Підгот. текстів В. Німчук. — Київ: Наукова думка, 1964. — 202 с. Електронна версія «Лексиса» Лаврентія Зизанія та на цій самій сторінці нижче — словника «Синоніма Славеноросская» [Архівовано 30 серпня 2009 у Wayback Machine.]
- «Лексіконъ славенорωсскїй и именъ Тлъкованїє» Памви Беринди / Підгот. текст В. Німчук. — Київ: Вид. АН УРСР, 1961. — XL, 272 с. Електорнна версія словника П.Беринди. [Архівовано 4 лютого 2014 у Wayback Machine.]
- Опытъ южнорусскаго словаря. Трудъ К. Шейковскаго. Въ четырехъ томахъ. Томъ первый: А—З. Выпускъ первый. А—Б. К., 1861.
- Білецький-Носенко П. Словник української мови / АН УРСР. Інститут мовознавства ім. О. О. Потебні; Підготував до випуску В. В. Німчук. — Київ: Наукова думка, 1966. DJVU файл з текстовим шаром та навігацією [Архівовано 14 січня 2018 у Wayback Machine.]
- Грінченко Б. Д. Словарь української мови, т. 1-4. Київ, 1907-09 (багато перевидань).

### Словники історичної лексики
- Історичний словник українського язика / Під ред. Є. Тимченка; укл.: Є. Тимченко, Є. Волошин, К. Лазаревська, Г. Петренко. — К.-Х., 1930-32. — Т. 1. — XXIV + 948 с. Словник у форматі DjVu [Архівовано 12 вересня 2009 у Wayback Machine.]
- Словник староукраїнської мови XIV—XV ст.: У 2 томах / Інститут суспільних наук АН УРСР; Уклад. Д. Г. Гринчишин, Л. Л. Гумецька, І. М. Керницький та ін. — Київ: Наукова думка, 1977—1978. (Словник у форматі DjVu [Архівовано 17 квітня 2009 у Wayback Machine.], PDF-файли обох томів словника).
- Словник української мови XVI — першої половини XVII ст. : У 28 Випусках. / НАН України. Інститут українознавства імені Івана Крип'якевича; уклад. Д. Гринчишин, М. Чікало. — Львів, 1994– .

Вип. 13: И-І / Нац. акад. наук України, Ін-т українознавства ім. І. Крип'якевича ; редкол. : Д. Гринчишин (відп. ред.), У. Єдлінська, Л. Полюга та ін. — Л., 2006. — 240 с.
- Зведений словник застарілих та маловживаних слів [Архівовано 19 лютого 2020 у Wayback Machine.]

## Словники неологізмів
- Відкритий словник новітніх термінів на сайті mova.info Прямий доступ [Архівовано 21 січня 2016 у Wayback Machine.]
- Словник неологізмів: англо-український / укладачі Зацний Ю. А., Янков А. В. — Вінниця: Нова Книга, 2008. — 360 с. [Архівовано 20 грудня 2021 у Wayback Machine.]
- Нові слова та значення: словник / Ін-т укр. мови НАН України; уклали Л. В. Туровська, Л. М. Василькова. — К.: Довіра, 2008. — 271 с. — (Словники України). ISBN 978-966-507-248-5

## Словники мови письменників, перекладачів
- Лексика «Енеїди» І. П. Котляревського / Уклад. В. С. Ващенко та ін. — Харків: 1955 — 208 с.
- Митрополит Іларіон. Граматично-стилістичний словник Шевченкової мови. — Вінніпеґ: Інститут Дослідів Волині. 1961. 257 с.
- Словник мови Шевченка / Ред. кол.: В. С. Ващенко (відп. ред.): у 2 томах. — Київ: Наукова думка, 1964. — 484 с., 566 с.
- Словник мови творів Г. Квітки-Основ'яненка: у 3 т. / ХДУ, Ред. Л. В. Венєвцева. — Харків, 1979.
- Лексика поетичних творів Івана Франка / Упоряд. І. І. Ковалик та ін. — Львів: ЛДУ, 1990. — 263 с.
- Бук С., Ровенчак А. Он-лайн конкорданс роману Івана Франка «Перехресні стежки»
- Бук С., Ровенчак А. Частотний словник роману Івана Франка «Перехресні стежки» [Архівовано 1 жовтня 2015 у Wayback Machine.] // Стежками Франкового тексту (комунікативні, стилістичні та лексичні виміру роману «Перехресні стежки»).- Львів: , 2007.— С. 138—369.
- Бук С. Частотний словник роману Івана Франка «Основи суспільності»: Інтерпретація твору крізь призму статистичної лексикографії.– Львів: ЛНУ імені Івана Франка, 2012.— 264 с.
- Бук С. Частотний словник повісті Івана Франка «Boa constrictor» (редакція 1884 р.) // Стежками Франкового тексту (комунікативні, лінгвосеміотичні, когнітивні та лінгвостатистичні виміри прози.– Львів: ЛНУ імені Івана Франка, 2013.— С. 202—501.
- Фразеологія перекладів Миколи Лукаша, Словник-довідник. — Київ: Довіра, 2003.
- Словник мови Стуса на сайті «Словопедія». [Архівовано 18 вересня 2009 у Wayback Machine.] Ще один лінк [Архівовано 14 лютого 2010 у Wayback Machine.]
- Словарь малороссийских слов Н. Гоголя

## Словники ономастичні
- Власні імена людей: Словник-довідник / Уклад. Л. Г. Скрипник, Н. П. Дзятківська. — Київ: Наукова думка, 1986. — 310 с.
- Російсько-український словник: Прізвища, Імена, Імена по батькові; Області; Райони; Міста; Селища міського типу; Села / Упоряд. З. Г. Рикова, Н. В. Щеголівська. — Харків: РПВ «Оригінал», 1997. — 304 с.
- Словник українських імен / укл. І. І. Трійняк — Київ: Довіра, 2005.
- Власні імена людей, словник на сайті hohlopedia.org.ua Прямий доступ [Архівовано 14 лютого 2010 у Wayback Machine.]

## Словники орфографічні (правописні)
- Правописний словник — показник до офіційного «Українського правопису» Народнього комісаріяту освіти УСРР. [Уклад.:] М. Гладкий і В. Дубровський. — Харків — Київ, ДВУ, 1930. — 42 с.
- Правописний словник та правила правопису й розділових знаків. Слова зібрали: Т. Сабалдир та О. Коломацька. 25 000 слів. — Київ, «Час», 1930. — IV, 224 с.
- Правописний словничок. — М., Центр. вид-во народів СРСР, 1931. — 271, ІХ с. — (Підручники для укр. труд. шкіл).
- Орфографічний словник. Для початк. і середн. шк. Скл.: Д. Леві, Г. Левченко і Л. Рак. — Київ, «Рад. школа», 1936. — 272 с. — (Наук.-дослідн. ін-т мовозн. АН УРСР).
- Голоскевич Г. Правописний словник (за нормами українського правопису ВУАН Харків, 1929 р.) — Нью-Йорк, Сидней, Торонто, Львів: НТШ, 1994. Передмова до словника [Архівовано 1 вересня 2009 у Wayback Machine.] Словник у форматі .pdf [Архівовано 22 грудня 2010 у Wayback Machine.]
- Орфографічний словник. [Украд.] І. М. Кириченко. Відповід. ред. М. П. Кириченко. — Київ, АН УРСР, 1955. — 495 с.
- Правописний словник / зредаґував А. Орел. — Авґсбурґ, 1946. — 272 с.
- Нитченко Д. Український правописний словник. — Мельборн : Видавництво “Ластівка”, 1968. — 177 с.
- Правописний словник української мови. За ред. Яр. Рудницького і К. Церкевича. Нью-Йорк — Монтреаль: Українська Могилянсько-Мазепинська Академія Наук і Науково-дослідне товариство української термінології, 1979.
- Нитченко Д. Український ортографічний словник. — Мельборн : Видавництво “Ластівка”, 1985. — 176 с.
- Бурячок А. А. Орфографічний словник української мови: близько 35000 слів. — Київ: Наукова думка, 1995.
- Український орфографічний словник: близько 165 000 слів / За ред. В. М. Русанівського . — Київ: Дніпро, 2006. — 940 с. — (Словники України). — ISBN 966-507-186-6
- Великий зведений орфографічний словник сучасної української лексики, 253 000 слів / зав. ред. С. П. Круть. — Ірпінь: Перун. 966—569-178-3[13]
- Івченко А. О. Новий орфографічний словник української мови — Тернопіль: «Навчальна книга — Богдан», 2007. — с. 712
- Орфографічний словник української мови на сайті Словопедія [Архівовано 24 серпня 2011 у Wayback Machine.]
- Український словник, як додаток до Mozilla Firefox — Український словник перевірки орфографії / Автори: Andriy Rysin, dyedfox. Прямий доступ

## Словникиорфоепічні, вимови, наголосів,рим
- Погрібний М. І., Словник наголосів української літературної мови. — Київ: Рад. школа, 1959 — 603 с.
- Українська літературна вимова і наголос: Словник-довідник / АН УРСР. Інститут мовознавства ім. О. О. Потебні; за ред. М. А. Жовтобрюха. — Наук. думка, 1973. — 724 с.
- Словник українських рим / АН УРСР. Інститут мовознавства ім. О. О. Потебні; уклад. А. А. Бурячок. І. І. Гурин. — Київ: Наукова думка, 1979.
- Орфоепічний словник: Близько 40 000 слів / укл. М. І. Погрібний. — Київ: Рад. школа, 1984. Словник Погрібного у форматі djvu [Архівовано 15 жовтня 2008 у Wayback Machine.]
- Караванський С., Словник рим української мови. — Львів: БАК, 2004 — 1047 с.
- Словник «Рими України» [Архівовано 19 червня 2011 у Wayback Machine.] — онлайновий словник точних та неточних рим.
- Онлайн-словник рим української мови [Архівовано 23 жовтня 2012 у Wayback Machine.]
- Український лексикон. Естетичні, мистецькі, лінгвістичні таблиці співзвучних слів: [ритм. словник] / М. А. Зайко. — 2-ге вид., виправ., допов. — Тернопіль: ТзОВ «Терно-граф», 2014. — 444 с. + CD. — ISBN 978-966-457-145-3

## Словники псевдонімів, криптонімів
- Тулуб О. Словник псевдонімів українських письменників: Матеріали. — Київ, 1928. (Близько 1340 псевдонімів)
- Дей О. І. Словник українських псевдонімів та криптонімів (XVI—XX ст.) — Київ: Наукова думка, 1969. у форматі djvu
- Еппель В. Нові матеріали до словника українських псевдонімів / Київський національний університет будівництва і архітектури. — Київ, 1999. (Близько 1400 псевдонімів та криптонімів)

## Словники синонімів, антонімів, омонімів, паронімів
- Короткий словник синонімів української мови. [Сост.] П. М. Деркач. Доопрацювання і відп. ред. С. П. Левченка. — Київ, «Рад. школа», 1960. — 211 с.
- Словник паронімів української мови / Уклад. Д. Г. Гринчишин, О. А. Сербенська. — Київ: Радянська школа, 1986. — 221 с.
- Полюга М. М. Словник антонімів: понад 2000 антонімічних пар. — Київ: Рад. школа, 1987. Електронний варіант, прямий доступ [Архівовано 14 лютого 2010 у Wayback Machine.]
- Караванський С. Практичний словник синонімів української мови, близько 15000 синонімічних рядів. — Київ: СП «Кобза», 1993. Прямий доступ [Архівовано 18 вересня 2009 у Wayback Machine.] Ще один лінк [Архівовано 19 квітня 2010 у Wayback Machine.]
- Демська О. М., Кульчицький І. М. Словник омонімів української мови. — Львів: Фенікс, 1996. — 223 с.
- Куньч З. Словарь русско-украинских языковых омонимов. — Київ: Академія, 1997. — 400 с.
- Словник синонімів української мови, у 2-х томах / укл. Бурячок А. А., Гнатюк Г.М та ін. — Київ: Наукова думка, 1999.
- Повний словник антонімів української мови / Калашник В. С., Колоїз Ж. В.; Словник фразеологічних антонімів української мови / Л. М. Полюга. — Київ: Довіра, 2006. — 859 с. — ISBN 966-507-193-9
- Словник синонімів української мови: понад 2500 синонімічних гнізд / О. С. Вусик. — Тернопіль: Навчальна книга — Богдан, 2013. — 576с. — ISBN 978-966-10-2353-5
- Словники України онлайн: словозміна, синонімія, фразеологія [Архівовано 21 червня 2013 у WebCite]
- Український тезаурус онлайн на сайті geocities.com Прямий доступ — лінк не працює з 10.11.09.
- Кононенко І., Співак О., Українсько-польський словник міжмовних омонімів і паронімів. — К.: Вища школа, 2008. — 343 с. ISBN 978-966-642-388-X.
- Kononenko I., Mytnik I., Wasiak E., Słownik tematyczny polsko-ukraiński. — Warszawa: PWN,  2010, 2015. — 550 s. ISBN 978-83-01-16149-1.

## Словники скорочень
- Словник скорочень в українській мові: Понад 21000 скорочень / за ред. Л. С. Паламарчук — Київ: Вища школа, 1988. — 510 с. — ISBN 5-11-000044-1.
- Словник скорочень української мови на сайті ukrskor.info. Прямий доступ [Архівовано 5 жовтня 2009 у Wayback Machine.]

## Словники стилістичні
- І. Огієнко, Український стилістичний словник, Київ, 1924 Прямий доступ у форматі .pdf [Архівовано 25 березня 2022 у Wayback Machine.]
- Коломієць М. П., Регушевський Є. С. Короткий словник перифраз / За ред. М. М. Пилинського. — Київ: Радянська школа, 1986. — 151 с.
- Словник труднощів української мови: близько 15000 слів / авт. Д. Г. Гринчишин, А. О. Капелюшний та ін.: За ред. С. Я. Єрмоленко. — Київ: Рад. школа, 1989. — 336 с. ISBN 5-330-00702-X. У форматі .DJVU.
- Гринчишин Д., Капелюшний А., Сербенська О., Терлак З. Словник-довідник з культури української мови. — Львів: Фенікс, 1996. — 368 с.
- Бибик С. П., Єрмоленко С. Я., Пустовіт Л. О. Словник епітетів української мови / НАН України. Інститут Української мови. — Київ: Довіра, 1998. — 431 с.
- Головащук С. І., Словник-довідник з українського літературного слововживання. — Київ: «Наукова думка», 2010. — 432 с.
- Тріщук О. В. Словник помилкового слововживання в сучасних медіа / О. В. Тріщук, Н. М. Фіголь ; НТУУ «КПІ». — Київ: Політехніка, 2015. — 300 с. — 700 екз. — ISBN 978-966-622-725-9 (PDF [Архівовано 3 жовтня 2016 у Wayback Machine.])
- Стилістичні терміни, словник на сайті hohlopedia.org.ua Прямий доступ [Архівовано 14 лютого 2010 у Wayback Machine.]

## Словники топонімічні
- Каталог річок України / Уклад. Г. І. Швець, Н. І. Дрозд, С. П. Левченко. — Київ, 1957. — 192 с.
- О. Н. Трубачев Обратный словарь гидронимов // Названия рек Правобережной Украины. — Москва: Наука, 1968. — 289 с.
- Кругляк Ю. М. Ім'я вашого міста: Походження назв міст і селищ міського типу Української РСР. — Київ: Наукова думка, 1978. — 151 с.
- Словник гідронімів України / АН УРСР, Інститут мовознавства ім. О. О. Потебні; уклад. І. М. Желєзняк, А. П. Корепанова та ін. — Київ: Наукова думка, 1979. — 780 с.
- Етимологічний словник літописних географічних назв Південної Русі / АН УРСР, Інститут мовознавства ім. О. О. Потебні; Уклад. І. М. Желєзняк та ін. — Київ: Наукова думка, 1985. — 254 с.
- Горпинич В. О. Словник відтопонімічних прикметників і назв жителів України: У 2 т. — Кіровоград, 1994. — Т. 1. — 160 с. (15000 слів)
- Худаш М. Л. Українські карпатські і прикарпатські назви населених пунктів. Утворення від слов'янських автохтонних відкомпозитивних скорочених особових власних імен / НАН України. Інститут народонавства. — Київ: Наукова думка, 1995. — 362 с.
- Янко М. Т. Топонімічний словник України: Словник-довідник. — Київ: Знання, 1998. — 432 с.
- Тищенко К. М. Іншомовні топоніми України: Етимологічний словник-посібник. — Тернопіль, 2010. — 240 с.
- Лучик В. В. Етимологічний словник топонімів України. — Київ: Академія, 2014. — 544 с.
- Київ. Короткий топонімічний довідник. Довідкове видання. — Київ: Видавництво «Павлім», 2003. — 124 с.: іл. — ISBN 966-686-050-3 (PDF [Архівовано 5 березня 2016 у Wayback Machine.])

## Словники частотні
- Частотний словник сучасної української художньої прози / За ред. Перебийніс В. C.— К.: Наук. думка, 1981.— Т. 1.— 863 с.; Т. 2.— 855 с.
- Обернений частотний словник сучасної української художньої прози / уклад. Т. О. Грязнухіна, Н. П. Дарчук та ін. — Київ: Спалах, 1998.
- Frequency Dіctіonary Ukraіnіan = Частотний словник української мови / Ed. by U. Quasthoff, S. Fіedler, E. Hallsteіnsdóttіr; іn collaboratіon wіth S. Buk, A. Rovenchak, and D. Goldhahn. Leіpzіg: Leіpzіger Unіversіtätsverlag, 2016. X, 115 p. ISBN978-3-96023-008-3
- Бук С. 3 000 найчастотніших слів наукового стилю сучасної української мови / Наук. ред. Ф. С. Бацевич.— Львів: ЛНУ імені Івана Франка, 2006.— 192 с.
- Бук С. 3 000 найчастотніших слів розмовно-побутового стилю сучасної української мови / Наук. ред. Ф. С. Бацевич.— Львів: ЛНУ імені Івана Франка, 2006.— 180 с.
- Бук С. Частотний словник офіційно-ділового стилю: принципи укладання та статистичні характеристики // Лінгвістичні студії: Зб. наук. праць.— 2006.— Випуск 14.— С. 184—188.

## Словники термінологічні

### Суспільні науки
- Тематичний словник-довідник з соціології / За ред. В. В. Кохана. — Чернівці: Чернівецький національний університет, 2009. (PDF)
- Словник іноземних музичних термінів та виразів   / Павленко В. — Вінниця: Нова книга, 2005.  – 384 с.
- Словник музикантів України / Іван Лисенко. — К. : Рада, 2005. — 359 с. : іл. — ISBN 966-7087-68-9
- Словник опер / Іван Лисенко. — Житомир: Рута, 2014. — 229 с. — ISBN 978-617-581-217-4
- Словник українських приватних бібліотек / Іван Лисенко. — К. : Рада, 2009. — 215 с. — ISBN 978-966-7087-84-5
- Словник лінгвістичних термінів / Уклад. Д. І. Ганич, І. С. Олійник. — Київ: Вища школа, 1985.
- Українська фольклористика: словник-довідник / уклад., за заг. ред. М. Чорнопиский. — Тернопіль: Підручники і посібники, 2008. — 448 с.
- Словник античної міфології / Уклад. І. Я. Козовик, О. Д. Пономарів. — Київ: Наукова думка, 1985. — 235 с.
- Філософський словник / За ред. акад. В. І. Шинкарука. — 2-е перпероб. видання. — Київ: Головна редакція УРЕ, 1986. — 796 с.
- Філософська думка в Україні : біобібліографічний словник / В. С. Горський та ін. ; ред.-упоряд. М. Л. Ткачук. — К. : Пульсари, 2002. — 244 с.: іл. — ISBN 966-7671-51-8
- Тлумачний словник основних філософських термінів / В. Л. Петрушенко ; Національний ун-т «Львівська політехніка». — Л. : Видавництво Національного ун-ту «Львівська політехніка», 2009. — 264 с. — ISBN 978-966-552-828-8
- Короткий філософський словник-довідник : понад 1000 термінів / І. П. Чорний та ін. ; ред. І. П. Чорний, О. Є. Бродецький ; Чернівецький національний ун-т ім. Юрія Федьковича. — Чернівці: Рута, 2006. — 285 с. — ISBN 966-568-828-6
- Короткий філософський словник іншомовних термінів / Авт.-уклад. М. С. Скіпа ; Республіканський вищий навчальний заклад «Кримський інженерно-педагогічний ун-т». — Сімферополь: Кримнавчпеддержвидав, 2008. — 95 с. — ISBN 978-966-354-214-0
- Російсько-український словник з фізичної культури і спорту / За ред. В. Г. Осінчука, І. К. Попеску. — Львів: Світ, 1993. — 308 с.
- Пошивайло О. Ілюстрований словник народної гончарської термінології Лівобережної України (Гетьманщина) / Олесь Пошивайло ; відп. ред. Анатолій Пономарьов. — Опішне : Українське Народознавство, 1993. — 280 с. — ISBN 5-7707-5125-8.
- Російсько-український словник наукової термінології. Книга 1: Суспільні науки / НАН України. Упоряд. Й. Андерш та ін. — Київ: Наукова думка, 1994.
- Музичний словник: Репринтне видання 1933 р.  / Лисько З. — Київ: Музична Україна, 1994. — 168 с.
- Російсько-український словник для військовиків: Майже 32000 слів і словосполук / Уклад. А. А. Бурячок, М. Демський, Б. Якимович. — Київ; Львів: Варта, 1995.
- Словник-довідник з археології / Ред., уклад. Та кер. Авт. Кол. Н. О. Гаврилюк. — Київ: «Наукова думка», 1996. — 430 с.
- Російсько-український словник бібліотечно-бібліографічних термінів : близько 6700 термінів / М. В. Сташко ; Державний ун-т «Львівська політехніка». Науково-технічна бібліотека. — 2.вид., перероб. і доп. — Львів: БаК, 1996. — 200 с. — ISBN 966-7065-00-6
- Релігієзнавчий словник / Укр. Асоц. релігієзнавців, Від-ня релігієзнавства Ін-ту філософії НАН України ; ред.: А. Колодний, Б. Лобовик. — К. : Четверта хвиля, 1996. — 392 с. — ISBN 966-529-005-3
- Юридичний словник-довідник / За ред. Ю. С. Шемшученка. — Київ: Феміна, 1996 . — 695 с.
- Літературознавчий словник-довідник / Ред. кол. Р. Т. Гром'як, Ю. І. Ковалів, В. І. Теремко та ін. — Київ: «Академія», 1997. — 752 с.
- Малий словник історії України // В. Смолій, С. Кульчицький, О. Майборода та ін. Київ: Либідь. — 1997, 464 с. Електронна версія
- Український педагогічний словник / Гончаренко Семен. Український педагогічний словник. — К.: Либідь, 1997. — 374 с.
- Освіта дорослих: корот. термінол. слов. / Л. Б. Лук'янова, О. В. Аніщенко ; Нац. акад. пед. наук України, Ін-т пед. освіти і освіти дорослих. — Київ ; Ніжин: Лисенко М. М. [вид.], 2014. — 105 с. — ISBN 978-617-640-161-2
- Архівістика: Термінологічний словник [Архівовано 18 червня 2015 у Wayback Machine.] / Авт.-упорядн.: К. Є. Новохатський, К. Т. Селіверстова та ін. — Київ., 1998. — 106 с. ISBN 966-7250-02-04 (Включає: Короткий архівний український термінологічний [Архівовано 28 лютого 2009 у Wayback Machine.]).
- Українсько-російсько-англійський тлумачний словник ділової людини: 15000 / Українсько-фінський інститут менеджменту і бізнесу; Уклад. П. Г. Зеленський, О. П. Зеленська. — Київ: Українсько-фінський інститут менеджменту і бізнесу, 1998. — 546 с.
- Англо-український словник ділових термінів: понад 20000 слів з додатками; для економістів, бізнесменів, фахівців фінансово-кредитної сфери, банківської справи, студентів, викладачів, перекладачів; навч. пос. / За ред. С. І. Юрія. — Тернопіль: Карт-бланш , 2003. — 373 с. — ISBN 966-7952-27-4
- Українсько-англійський юридичний словник: понад 65 тисяч термінів, слів і словосполучень / Уклад. Карабан В. І. — Вінниця: Нова книга, 2003 — 976 с.
- Англо-український юридичний словник / понад 65 тисяч термінів, слів і словосполучень / Уклад. Карабан В. І. — Вінниця: Нова книга, 2003 — 1088 с.
- Шевченко В. М., Словник-довідник з релігієзнавства. — Київ: «Наукова думка», 2004. — 560 с.
- Шимків Анна, «Англо-український тлумачний словник економічної лексики». Видавничий дім «Києво-Могилянська академія» Київ, 2004, 429 с.
- Фінансовий словник / А. Т. Ковальчук. — Київ: Знання, 2006. — 287 с. — ISBN 966-346-232-9
- Сучасний українсько-англійський юридичний словник: близько 30 000 термінів і стійких словосполучень / І. І. Борисенко та ін. — Київ: Юрінком Інтер, 2007 . — 632 с. — ISBN 978-966-667-269-1
- Англо-український юридичний словник: Близько 75 000 термінів / Упорядники: С. М. Андріанов та ін.; За редакцією Л. І. Шевченко. — М. Руссо; К. Арій, 2008. — 552 с. — ISBN 978-966-8959-41-7
- Myronova H., Gazdošová O. Česko-ukrajinský právnický slovník./Чесько-український юридичний словник — Brno: Masarykova univerzita, 2009. — 374 s.[14]
- Енциклопедичний словник з державного управління / уклад. : Ю. П. Сурмін, В. Д. Бакуменко, А. М. Михненко та ін. ; за ред. Ю. В. Ковбасюка, В. П. Трощинського, Ю. П. Сурміна. — К. : НАДУ, 2010. — 820 с. — ISBN 978-966-619-279-3.

### Природничі науки,медицина
- Корисні та рідкісні рослини України : Словник-довідник народних назв / Г. К. Смик. — К. : Українська Радянська Енциклопедія ім. М. П. Бажана, 1991. — 416 с. — ISBN 5-88500-030-1
- Мінералогічний словник (українсько-російсько-англійський) / АН УРСР. Інститут геохімії і фізики матеріалів, Уклад. Є. К. Лазаренко. — Київ: Наукова думка, 1975. — 773 с.
- Біологічний словник / за ред. I. Г. Підоплічка. — К. : Головна редакція УРЕ, 1974. — Т. 3. — 552 с. 2-е вид. — Київ: Головна редакція УРЕ. 1986. — 680 стор.
- Російсько-український словник з хемії та хемічної технології: 17000 термінів / Уклад. М. Ганіткевич, А. Зелізний. — Львів: Львівська Політехніка, 1993. — 315 с.
- Російсько-український словник геологічних термінів: 29000 слів. / Упоряд. Савченко В. І. та ін. — Чернігів: Десна, 1993. — 424 с.
- Англо-українсько-російський словник з хімії: У 2 книгах / Упоряд. М. Ю. Корнілов та ін. — Київ: Либідь, 1994. — 324 с., 288 с.
- Українсько-латинський-англійський медичний тлумачний словник: Близько 33000 термінів: У 2 томах — Львів: Вид. Спілка «Словник» Львівського державного медичного університету, 1995. — 651 с., 786 с.
- Російсько-український тлумачний словник з молекулярної біології / Упоряд. М. Є Кучеренко та ін. — Київ: Либідь, 1995. — 440 с.
- Російсько-український словник наукової термінології. Книга 2: Біологія. Хімія. Медицина. / НАН України. Упоряд. С. П. Вассер, І. О. Дудка та ін. — Київ: Наукова думка, 1996.
- Герасименко О. І. Судово-медичний російсько-український словник-довідник. — Київ: Вид. «Право», 1997. — 367 с.
- Барна М. М. Ботаніка: Терміни. Поняття. Персоналії: Словник. — Київ: Академія, 1997. — 272 с.
- Російсько-український словник наукової термінології. Книга 3: Математика. Фізика. Техніка. Науки про космос / НАН України. Упоряд. В. В. Гейченко та ін. — Київ: Наукова думка, 1998.
- Англійсько-український словник-довідник інженерії довкілля: Близько 15 000 термінів. Уклад. Тимотей Балабан. Львів: Видавництво ДУ «Львівська політехніка», 2000. — 400 с.
- Фізичний тлумачний словник : 6644 статті / М. О. Вакуленко, О. В. Вакуленко. — Київ: Видавничо-поліграфічний центр «Київський університет», 2008. — 767 с.
- Англійсько-український геодезичний словник / Уклад. Заблоцький Ф. Д., Заблоцька О. Ф. — Львів: Видавництво Львівської Політехніки, 2010 — 360 с., ISBN 966-553-864-6
- Глосарій термінів з хімії // Й.Опейда, О.Швайка. Ін-т фізико-органічної хімії та вуглехімії ім.. Л. М. Литвиненка НАН України, Донецький національний університет — Донецьк: «Вебер», 2008. — 758 с. ISBN 978-966-335-206-0
- Англійсько-українсько-англійський словник наукової мови (фізика та споріднені науки). У 2-х частинах. / Уклад. О. Кочерга, Є. Мейнарович. ISBN 978-966-382-242-6 (серія).

Частина І — англійсько-українська (близько 150 000 гасел). Вінниця: «Нова книга», 2010, — XXXIV + 1 390 с. ISBN 978-966-382-243-3. Електронна версія. [Архівовано 11 квітня 2011 у Wayback Machine.]: Частина ІІ — українсько-англійська (близько 150 000 гасел). Вінниця: «Нова книга», 2010, — XXXIV + 1 566 с. ISBN 978-966-382-244-0. Електронна версія. [Архівовано 11 квітня 2011 у Wayback Machine.]
- Російсько-український геологічний словник / уклад.: Вовченко Р., Матковський О., Бохорська Л., Полубічко О. — Львів: ЛНУ імені Івана Франка, 2011. — 704 с. ISBN 978-966-613-857-9
- Скарбниця української мови. Природа. Словник понять. / уклад.: Синиченко О. — Київ: Ярославів Вал, 2021. — 1056 с. ISBN : 9789668382604

### Сільське господарство
- Словник-довідник з дорадництва / За заг. редакцією Т. П. Кальної-Дубінюк і Р. Я. Корінця. — Львів: НВФ «Українські технології», 2008. — 208 с. — ISBN 978-966-345-168-8 (PDF)

### Математика,інформатика,техніка.
- Stepankowsky, W.J.&M.; American-Ukrainian Nautical Dictionary, New York, Rausen Bros, 1953, 230 p. PDF [Архівовано 4 березня 2016 у Wayback Machine.]
- Російсько-український сільськогосподарський словник / Уклад. А. П. Білоштан та ін. — Київ: Вид. АН УРСР, 1963. — 438 с.
- Російсько-український загальнотехнічний словник: Близько 113000 слів / Уклад. Л. І. Мацько та ін. — Київ: Вища школа, 1994. — 173 с.
- Російсько-український словник з нарисної та прикладної геометрії, загального машинобудування, комп'ютерної графіки: 7000 слів / Упоряд. В. В. Ванін, В. А. Герасимчук. — Київ: Либідь, 1994. — 216 с.
- Російсько-український математичний словник: Близько 20000 термінів / Уклад. В. Я. Карачун, О. А. Карачун, Г. Г. Гульчук. — Київ: Вища школа, 1995.
- П'ятимовний тлумачний словник з інформатики / Упоряд. Іваницький Р. В., Кияк Т. Р. — Київ: ВІПОЛ, 1995. — 370 с.
- Коссак О. М. Англо-український словник з інформатики та обчислювальної техніки: Понад 15000 термінів. — Львів: СП «БаК», 1995. — 304 с.
- Словник фізичної лексики: Українсько-англійсько-німецько-російський / Уклад. В. Козирський, В. Шендеровський. — Київ: «Рада», 1996. — 932 с.
- Російсько-український словник наукової термінології. Книга 3: Математика. Фізика. Техніка. Науки про космос / НАН України. Упоряд. В. В. Гейченко та ін. — Київ: Наукова думка, 1998.
- Е. М. Пройдаков, Л. А. Теплицький, Англо-український тлумачний словник з обчислювальної техніки, Інтернету і програмування. —Київ: Видавничий дім «СофтПрес», 2005. — 552 с. ISBN 966-530-070-9
- Бастун В. М., Григоренко Я. М., Російсько-українсько-англійський словник з механіки. — Київ: «Наукова думка», 2008. — 512 стор.
- Саврук М. П., Українсько-англійський науково-технічний словник. — Київ: «Наукова думка», 2008. — 912 стор.
- Гірничий енциклопедичний словник — Донецьк: Східний видавничий дім, 2001—2004.Електронна версія
- Англійсько-український словник з математики та кібернетики: біля 50 000 / Уклад. Є. Мейнарович, М. Кратко. — К.; Ірпінь: ВТФ «Перун», 2010 — 568 с. ISBN 978-966-569-275-1 Електронна версія. [Архівовано 11 квітня 2011 у Wayback Machine.]
- Російсько-український та українсько-російський словник з радіоелектроніки / Богдан Рицар, Костянтин Семенистий, Ірина Кочан ; за ред. к. т. н. Богдана Рицара. — Львів : Логос, 1995. — 608 с. — ISBN 5-7707-7696-X.

### Термінологічні словники онлайн
- KirzeN Мультимедійний Словник (українська та 40 інших мов) [Архівовано 30 жовтня 2009 у Wayback Machine.]
- zakon.nau.ua Словник законодавчих термінів — Електронне видання НАУ Online [Архівовано 27 червня 2009 у Wayback Machine.]
- Словник банківських термінів. — Електорнне видання Ощадбанку [Архівовано 21 квітня 2010 у Wayback Machine.]
- Словник термінів на сайті interbank.kiev.ua
- Тлумачний словник (Глосарій) Менеджмент.com.ua — Електронне видання інтернет-порталу для управлінців [Архівовано 16 грудня 2008 у Wayback Machine.]
- Словник-довідник музичних термінів — Електронне видання за словником Ю. Є. Юцевича [Архівовано 6 березня 2012 у Wayback Machine.]
- Короткий математичний словник — Електронне видання на formula.co.ua — математика для школи [Архівовано 31 серпня 2009 у Wayback Machine.]
- Словник професій на Порталі професійного консультування
- Словник літературознавчих термінів на сайті ukrlib.com.ua [Архівовано 14 березня 2009 у Wayback Machine.]
- Проект англо-українського словника технічних термінів
- Радіословник на сайті proradio.org [Архівовано 28 вересня 2007 у Wayback Machine.]
- Українські гуманісти епохи Відродження XV—XVIII ст. (словник імен, назв, термінів) на сайті litopys.org.ua [Архівовано 5 жовтня 2011 у Wayback Machine.]
- «Відкритий словник» на сайті words.volyn.net — цей проект присвячений проблемі знаходження українських відповідників до сучасних термінів (з комп'ютерної тематики і не тільки) [Архівовано 24 вересня 2004 у Wayback Machine.]
- Термінологічно-правописний порадник для богословів та редакторів богословських текстів
- Словник церковно-обрядової термінології на сайті Словопедія [Архівовано 18 вересня 2009 у Wayback Machine.] Інший лінк [Архівовано 6 березня 2016 у Wayback Machine.]
- Енциклопедичний словник-довідник з туризму [Архівовано 15 квітня 2010 у Wayback Machine.]
- Українсько-російсько-англійський словник морфологічних термінів: анатомія, гістологія, цитологія, ембріологія [Архівовано 7 травня 2010 у Wayback Machine.]
- Літературознавчий словник на сайті ukrlit.org [Архівовано 6 грудня 2010 у Wayback Machine.]
- Словник морських термінів [Архівовано 25 березня 2022 у Wayback Machine.]
- Словник геологичної термінології. 1923 р. [Архівовано 17 жовтня 2013 у Wayback Machine.] — П. А. Тутковський.
- Словник хемичної термінології. 1923 р. [Архівовано 17 жовтня 2013 у Wayback Machine.] — О. Курило.
- Російсько-український словник правничої мови. 1926 р. [Архівовано 20 січня 2018 у Wayback Machine.] — В. І. Войткевич-Павлович, Г. Д. Вовкушівський та инші.
- Російсько-український словник військової термінології. 1928 р. — С. та О. Якубські.
- Словник термінів педагогіки, психології та шкільного адміністрування. 1928 р. [Архівовано 17 жовтня 2013 у Wayback Machine.] — П. Горецький.
- Медичний російсько-український словник. 1928 р. [Архівовано 17 жовтня 2013 у Wayback Machine.] — В. Ф. Кисільов.
- Словник зоологічної номенклатури. 1928. — Шарлемань М., Татарко К., Щоголів І., Паночіні С.
- Словник біологічної термінології. 1931. — Паночіні С.

### Термінологічніглосарії
- Словник термінів, вживаних у законодавстві України — Глосарій української Вікіпедії
- Метеорологічні та гідрологічні терміни — Глосарій української Вікіпедії
- Комп'ютерна термінологія — Глосарій української Вікіпедії
- Латина у праві — Глосарій української Вікіпедії
- Словник економічних термінів (Менеджмент, банківська справа тощо) — Глосарій української Вікіпедії
- Список математичних категорій — Глосарій української вікіпедії
- Словник термінів теорії графів— Глосарій української вікіпедії
- Українсько-англійський глосарій термінів Європейського Союзу на сайті europa.dovidka.com. [Архівовано 21 лютого 2009 у Wayback Machine.]
- Англійсько-українська мовна пара багатомовного глосарію історичних термінів на сайті social studies[недоступне посилання з липня 2019]
- Шахові терміни — Глосарій української Вікіпедії
- Словничок кіннотника [Архівовано 18 липня 2019 у Wayback Machine.]
- Музичні терміни [Архівовано 9 березня 2016 у Wayback Machine.]
- Список термінів у газотранспортній промисловості
- Див. також: Категорія:Термінологія — деякі термінологічні категорії української вікіпедії (29 підкатегорій)

## Словники жаргонні, сленгові, арго
- Словник таємної мови українських лірників та шаповалів на сайті litopys.org (близько 1000 слів) Прямий доступ [Архівовано 15 травня 2015 у Wayback Machine.]
- Леся Ставицька Короткий словник жарґонної лексики (3200 слів та 650 стійких словосполучень). — Київ: Критика, 2003.
- Словник сучасного українського сленгу / Упоряд. Т. М. Кондратюк. — Харків: Фоліо, 2006 . — 350 с. — ISBN 966-03-3268-8
- Лаба: тлумачний словник / Упоряд. Оксана Цеацура (Словник сленгу музикантів: близько 4000 слів). — Київ, 2009.
- Оксана Цеацура. ЛАБА — Тлумачний Словник Музичного та Митецького Сленгу — Київ, 2009
- Антисуржик на сайті Словопедія Прямий доступ [Архівовано 8 липня 2010 у Wayback Machine.]
- Словар українського сленгу на сайті Словопедія Прямий доступ [Архівовано 26 грудня 2009 у Wayback Machine.]
- Словник жарґонної лексики української мови [Архівовано 29 листопада 2016 у Wayback Machine.]
- Словник українського сленгу на сайті Мислово